# Цитопения
Цитопения — дефицит одного или нескольких различных видов клеток крови. Различают эозинопению, эритропению, лимфоцитопению, нейтропению, панцитопению, тромбоцитопению.

## Этиология
Этиология заболевания может быть различна, к цитопении могут приводить инфекционные заболевания, отравление различными токсинами, кровопотеря, злокачественные новообразования, генетические заболевания.

## Патогенез
В основе всех цитопений лежит несоответствие между продукцией и потребностью клеток крови.

## Клиника
Клиника разнообразна, в основном определяется дефицитным типом клеток. Так, при тромбоцитопении нарушается свёртываемость крови, при лимфопении снижается иммунитет и т. п.

## Диагностика
В связи с поливалентностью симптомов клиническая диагностика невозможна. Достоверный диагноз возможно установить только при цитологическом исследовании крови, сравнив фактическую картину со средней нормой.

## Лечение
Лечение непосредственно цитопении нежелательно, данный симптом является только проявлением какого-то заболевания или травмы, при успешном излечении которого цитопения исчезнет. Необходимы консультации специалистов.